# 濮阳壮馍
濮阳壮馍是河南濮阳的一种小吃，流行于豫北的一种肉饼，也叫“壮馍”。

## 作法
濮阳壮馍分素和荤两种，素馅一般由粉皮、大葱等一些当地特色原料制成；荤馅由肉、蔬菜等调料制成。制成的形状如圆月，厚度3-5cm，直径约30公分，皮为小麦精粉，经过烤制加工，成品壮馍色泽金黄、外焦里嫩。